# Synthliboramphus wumizusume
Synthliboramphus wumizusume е вид птица от семейство Кайрови (Alcidae). Видът е световно застрашен, със статут Уязвим.

## Разпространение
Видът е разпространен в Русия, Южна Корея и Япония.